# Republik Nord-Peru

Flagge der Republik Nord-Peru

Wappen

Geografische Lage

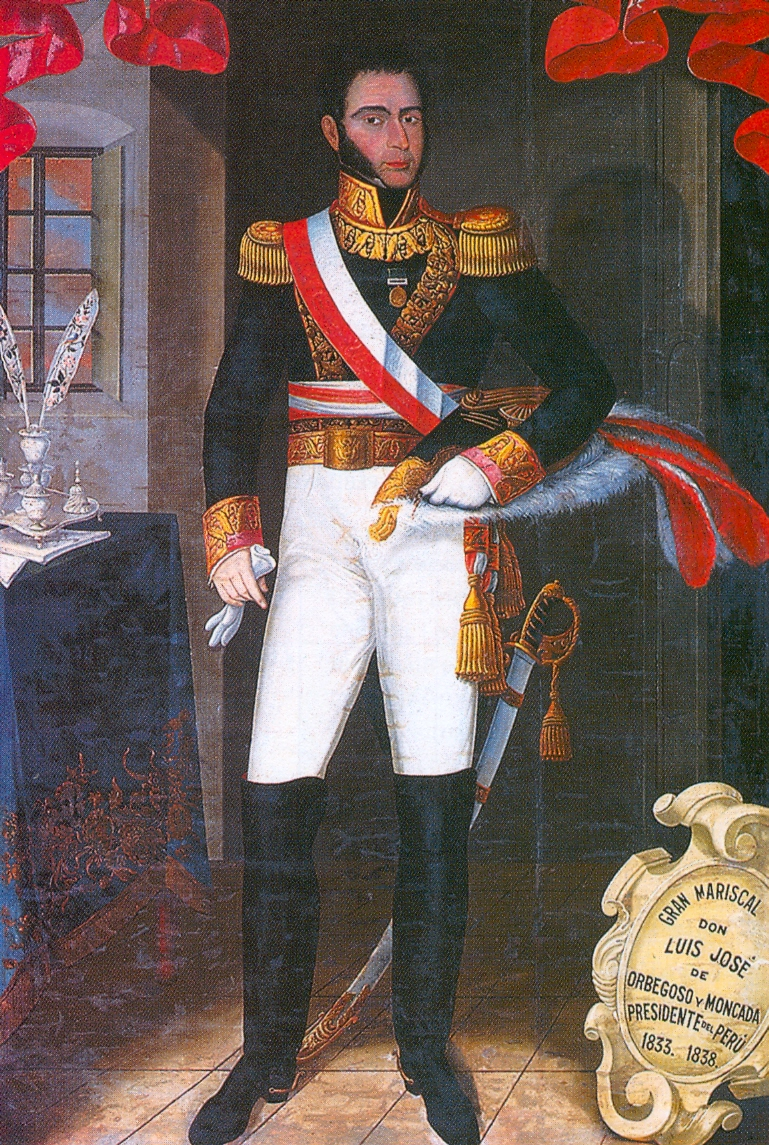
Luis Orbegoso

Die Republik Nord-Peru (spanisch: República Nor-Peruana) war eine der drei Teilrepubliken der kurzlebigen Peruanisch-Bolivianischen Konföderation. Sie existierte von 1836 bis 1839. Hauptstadt war Lima.

## Geschichte
Der Staat entstand infolge der bolivianischen Besetzung Perus. So hatte sich der bolivianische Präsident Andrés de Santa Cruz im Kampf gegen Agustín Gamarra und Felipe Santiago de Salaverry hinter den peruanischen Caudillo Luís Orbegoso gestellt und die militärische Unterstützung genutzt, um weite Teile Perus zu besetzen. Am 15. August 1836 marschierte Santa Cruz in Lima ein. In Vorbereitung auf eine peruanisch-bolivianische Konföderation ließ er die politische Struktur Perus neu ordnen und teilte das Land in zwei Republiken. Am 17. März 1836 gründete sich die Republik Süd-Peru unter General Ramón Herrera Rodado aus den vier südlichen Provinzen Perus. Die verbliebenen Provinzen schlossen sich am 6. August 1836 in Huánuco unter der Regierung von Luís de Orbego zur Republik Nord-Peru zusammen. Diese umfasste ca. 2/3 der Fläche Perus in den Grenzen vor 1836 und besaß eine Bevölkerung von 700.000–830.000 Einwohnern. Am 28. Oktober 1836 vereinigte sich Nord-Peru mit Süd-Peru und Bolivien zu der Confederación Perú-Boliviana. Während des Peruanisch-Bolivianischen Konföderationskrieges erklärte Luís Orbegoso am 30. Juli 1838 einseitig die Unabhängigkeit Nord-Perus von der Konföderation, ohne jedoch aus dem Krieg gegen Chile auszuscheiden. Endgültig aufgelöst wurde die Republik Nord-Peru am 25. August 1839 mit Auflösung der Konföderation und der Erklärung der erneuten Unabhängigkeit des wiedervereinten Perus. Zum Präsidenten wurde bereits am 24. Februar der peruanische General Agustín Gamarra gewählt.

## Präsidenten der Republik Nord-Peru
- General Luis Orbegoso (21. August 1837 – 30. Juli 1838, Provisorischer Präsident bis 1. September 1838)
- General José de la Riva Agüero (1. August 1838 – 24. Februar 1839)

## Territoriale Gliederung

Departments Nord-Perus

Nord-Peru bestand aus den nördlichen vier Provinzen Perus vor 1836. Diese territoriale Gliederung behielt man auch später bei. Zeitgenössische Literatur nennt gelegentlich nur drei Provinzen, da die Amazonas-Provinz (genannt Pampas) von Europäern nahezu unerkundet und fast ausschließlich von indigener Bevölkerung bewohnt war.
| # | Department        | Einwohnerzahl Department | Hauptstadt | Einwohnerzahl Hauptstadt |
| - | ----------------- | ------------------------ | ---------- | ------------------------ |
| 1 | Amazonas (Pampas) | 250.000                  | ?          | ?                        |
| 2 | Lima              | 149.112                  | Lima       | 70.000                   |
| 3 | Junín             | 201.259                  | Tarma      | 5.000−10.000             |
| 4 | La Libertad       | 230.967                  | Trujillo   | 12.000–14.000            |